# Élections cantonales de 2004 dans les Pyrénées-Orientales
Les élections cantonales ont eu lieu les 21 et 28 mars 2004.
Lors de ces élections, 16 des 31 cantons des Pyrénées-Orientales ont été renouvelés. Elles ont vu la reconduction de la majorité socialiste dirigée par Christian Bourquin, président du conseil général depuis 1998.

## Résultats à l’échelle du département
Répartition départementale des résultats (2e tour).
- PCF (8,26 %)
- PS (39,01 %)
- Divers (1,8 %)
- UMP (33,45 %)
- DVD (9,19 %)
- FN (8,31 %)

| Étiquette      | Étiquette                           | Premier tour | Premier tour | Second tour | Second tour | Sièges |
| Étiquette      | Étiquette                           | Voix         | %            | Voix        | %           | Sièges |
| -------------- | ----------------------------------- | ------------ | ------------ | ----------- | ----------- | ------ |
|                | Parti socialiste                    | 27 428       | 26,80        | 40 294      | 39,01       | 6      |
|                | Parti communiste français           | 11 312       | 11,05        | 8 530       | 8,26        | 2      |
|                | Les Verts                           | 2 741        | 2,68         |             |             |        |
|                | Divers gauche                       | 2 100        | 2,05         |             |             |        |
|                | Extrême gauche                      | 1 853        | 1,81         |             |             |        |
|                | Parti radical de gauche             | 1 664        | 1,63         |             |             |        |
| Gauche         | Gauche                              | 47 098       | 46,02        | 48 824      | 47,27       | 8      |
|                |                                     |              |              |             |             |        |
|                | Union pour un mouvement populaire   | 25 109       | 24,54        | 34 551      | 33,45       | 4      |
|                | Front national                      | 14 711       | 14,37        | 8 580       | 8,31        | 0      |
|                | Divers droite                       | 7 492        | 7,32         | 9 493       | 9,19        | 2      |
|                | Union pour la démocratie française  | 3 488        | 3,41         |             |             |        |
|                | Chasse, pêche, nature et traditions | 750          | 0,73         |             |             |        |
| Droite         | Droite                              | 51 550       | 50,37        | 52 624      | 50,95       | 6      |
|                |                                     |              |              |             |             |        |
|                | Régionalistes                       | 2 172        | 2,12         |             |             |        |
|                |                                     |              |              |             |             |        |
|                | Divers                              | 1 518        | 1,48         | 1 856       | 1,80        | 1      |
|                |                                     |              |              |             |             |        |
| Inscrits       | Inscrits                            | 156 428      | 100,00       | 153 170     | 100,00      |        |
| Abstention     | Abstention                          | 50 489       | 32,28        | 44 469      | 29,03       |        |
| Votants        | Votants                             | 105 939      | 67,72        | 108 701     | 70,97       |        |
| Blancs et nuls | Blancs et nuls                      | 3 601        | 3,40         | 5 397       | 4,96        |        |
| Exprimés       | Exprimés                            | 102 338      | 96,60        | 103 304     | 95,04       |        |

## Résultats par canton

### Canton d'Argelès-sur-Mer
| Candidats      | Candidats         | Étiquette      | Premier tour | Premier tour | Second tour | Second tour |
| Candidats      | Candidats         | Étiquette      | Voix         | %            | Voix        | %           |
| -------------- | ----------------- | -------------- | ------------ | ------------ | ----------- | ----------- |
|                | Pierre Aylagas*   | PS             | 5 682        | 43,77        | 7 717       | 57,97       |
|                | Marcel Descossy   | UMP            | 2 424        | 18,67        | 3 617       | 27,17       |
|                | Édouard Fesenbeck | FN             | 1 984        | 15,28        | 1 978       | 14,86       |
|                | James Collet      | UDF            | 966          | 7,44         |             |             |
|                | Denis Delay       | PCF            | 935          | 7,20         |             |             |
|                | Didier Marfaing   | Verts          | 569          | 4,38         |             |             |
|                | Philippe Simon    | REG            | 250          | 1,93         |             |             |
|                | Rachid Saidi      | EXG            | 171          | 1,32         |             |             |
|                |                   |                |              |              |             |             |
| Inscrits       | Inscrits          | Inscrits       | 19 245       | 100,00       | 19 245      | 100,00      |
| Abstention     | Abstention        | Abstention     | 5 831        | 30,30        | 5 426       | 28,19       |
| Votants        | Votants           | Votants        | 13 414       | 69,70        | 13 819      | 71,81       |
| Blancs et nuls | Blancs et nuls    | Blancs et nuls | 433          | 3,23         | 507         | 3,67        |
| Exprimés       | Exprimés          | Exprimés       | 12 981       | 96,77        | 13 312      | 96,33       |

*sortant

### Canton de Canet-en-Roussillon
| Candidats      | Candidats             | Étiquette      | Premier tour | Premier tour | Second tour | Second tour |
| Candidats      | Candidats             | Étiquette      | Voix         | %            | Voix        | %           |
| -------------- | --------------------- | -------------- | ------------ | ------------ | ----------- | ----------- |
|                | Pierre Roig*          | UMP            | 4 537        | 44,98        | 5 604       | 52,56       |
|                | Jean-Jacques Gueffier | PS             | 2 187        | 21,68        | 3 405       | 31,93       |
|                | Jean-Pierre Chatel    | FN             | 1 961        | 19,44        | 1 654       | 15,51       |
|                | Nadine Pons           | PCF            | 653          | 6,47         |             |             |
|                | Aurélien Gall         | Verts          | 577          | 5,72         |             |             |
|                | Christophe Soler      | REG            | 171          | 1,70         |             |             |
|                |                       |                |              |              |             |             |
| Inscrits       | Inscrits              | Inscrits       | 15 429       | 100,00       | 15 438      | 100,00      |
| Abstention     | Abstention            | Abstention     | 5 043        | 32,69        | 4 457       | 28,87       |
| Votants        | Votants               | Votants        | 10 386       | 67,31        | 10 981      | 71,13       |
| Blancs et nuls | Blancs et nuls        | Blancs et nuls | 300          | 2,89         | 318         | 2,90        |
| Exprimés       | Exprimés              | Exprimés       | 10 086       | 97,11        | 10 663      | 97,10       |

*sortant

### Canton de Côte Vermeille
| Candidats      | Candidats        | Étiquette      | Premier tour | Premier tour | Second tour | Second tour |
| Candidats      | Candidats        | Étiquette      | Voix         | %            | Voix        | %           |
| -------------- | ---------------- | -------------- | ------------ | ------------ | ----------- | ----------- |
|                | Michel Moly*     | PS             | 3 370        | 47,32        | 4 998       | 69,62       |
|                | Louise Vila      | UMP            | 1 419        | 19,93        | 2 181       | 30,38       |
|                | Roland Lenglet   | FN             | 759          | 10,66        |             |             |
|                | André Lopez      | DVD            | 675          | 9,48         |             |             |
|                | Patrick Medina   | DVG            | 290          | 4,07         |             |             |
|                | Joseph Rodriguez | PCF            | 286          | 4,02         |             |             |
|                | Jack Falcon      | REG            | 200          | 2,81         |             |             |
|                | Stéphane Goupil  | EXG            | 122          | 1,71         |             |             |
|                |                  |                |              |              |             |             |
| Inscrits       | Inscrits         | Inscrits       | 10 683       | 100,00       | 10 684      | 100,00      |
| Abstention     | Abstention       | Abstention     | 3 324        | 31,11        | 2 996       | 28,04       |
| Votants        | Votants          | Votants        | 7 359        | 68,89        | 7 688       | 71,96       |
| Blancs et nuls | Blancs et nuls   | Blancs et nuls | 238          | 3,23         | 509         | 6,62        |
| Exprimés       | Exprimés         | Exprimés       | 7 121        | 96,77        | 7 179       | 93,38       |

*sortant

### Canton de Mont-Louis
| Candidats      | Candidats          | Étiquette      | Premier tour | Premier tour | Second tour | Second tour |
| Candidats      | Candidats          | Étiquette      | Voix         | %            | Voix        | %           |
| -------------- | ------------------ | -------------- | ------------ | ------------ | ----------- | ----------- |
|                | Christian Blanc    | SE             | 1 156        | 46,67        | 1 499       | 54,65       |
|                | Raymond Trilles*   | PS             | 993          | 40,09        | 1 244       | 45,35       |
|                | Évelyne Sallanne   | PCF            | 148          | 5,97         |             |             |
|                | Michelle Marty     | FN             | 123          | 4,97         |             |             |
|                | Jean-Jacques Prost | REG            | 32           | 1,29         |             |             |
|                | Lucille Grau       | REG            | 25           | 1,01         |             |             |
|                |                    |                |              |              |             |             |
| Inscrits       | Inscrits           | Inscrits       | 3 641        | 100,00       | 3 641       | 100,00      |
| Abstention     | Abstention         | Abstention     | 1 063        | 29,20        | 800         | 21,97       |
| Votants        | Votants            | Votants        | 2 578        | 70,80        | 2 841       | 78,03       |
| Blancs et nuls | Blancs et nuls     | Blancs et nuls | 101          | 3,92         | 98          | 3,45        |
| Exprimés       | Exprimés           | Exprimés       | 2 477        | 96,08        | 2 743       | 96,55       |

*sortant

### Canton de Perpignan-1
| Candidats      | Candidats        | Étiquette      | Premier tour | Premier tour | Second tour | Second tour |
| Candidats      | Candidats        | Étiquette      | Voix         | %            | Voix        | %           |
| -------------- | ---------------- | -------------- | ------------ | ------------ | ----------- | ----------- |
|                | Gérard Naudo     | UMP            | 1 317        | 30,32        | 1 982       | 40,84       |
|                | Jean Codognès*   | PS             | 1 301        | 29,95        | 2 081       | 42,88       |
|                | Viviane Arana    | FN             | 793          | 18,26        | 790         | 16,28       |
|                | Christian Tena   | DVG            | 234          | 5,39         |             |             |
|                | Michel Marc      | PCF            | 210          | 4,83         |             |             |
|                | Lionel Monaco    | DVG            | 169          | 3,89         |             |             |
|                | Raymond Faura    | DVD            | 157          | 3,61         |             |             |
|                | Patrice Basso    | EXG            | 94           | 2,16         |             |             |
|                | Christine Tollet | REG            | 69           | 1,59         |             |             |
|                |                  |                |              |              |             |             |
| Inscrits       | Inscrits         | Inscrits       | 7 349        | 100,00       | 7 351       | 100,00      |
| Abstention     | Abstention       | Abstention     | 2 856        | 38,86        | 2 358       | 32,08       |
| Votants        | Votants          | Votants        | 4 493        | 61,14        | 4 993       | 67,92       |
| Blancs et nuls | Blancs et nuls   | Blancs et nuls | 149          | 3,32         | 140         | 2,80        |
| Exprimés       | Exprimés         | Exprimés       | 4 344        | 96,68        | 4 853       | 97,20       |

*sortant

### Canton de Perpignan-2
| Candidats      | Candidats               | Étiquette      | Premier tour | Premier tour | Second tour | Second tour |
| Candidats      | Candidats               | Étiquette      | Voix         | %            | Voix        | %           |
| -------------- | ----------------------- | -------------- | ------------ | ------------ | ----------- | ----------- |
|                | Henri Carbonell         | UMP            | 1 348        | 46,39        | 1 792       | 58,73       |
|                | Isidore Olive           | PS             | 791          | 27,22        | 1 259       | 41,27       |
|                | Françoise Bataillon     | FN             | 477          | 16,41        |             |             |
|                | Marie-Françoise Sanchez | PCF            | 214          | 7,36         |             |             |
|                | Mohamed Benhssain       | REG            | 76           | 2,62         |             |             |
|                |                         |                |              |              |             |             |
| Inscrits       | Inscrits                | Inscrits       | 5 404        | 100,00       | 5 403       | 100,00      |
| Abstention     | Abstention              | Abstention     | 2 365        | 43,76        | 2 156       | 39,90       |
| Votants        | Votants                 | Votants        | 3 039        | 56,24        | 3 247       | 60,10       |
| Blancs et nuls | Blancs et nuls          | Blancs et nuls | 133          | 4,38         | 196         | 6,04        |
| Exprimés       | Exprimés                | Exprimés       | 2 906        | 95,62        | 3 051       | 93,96       |

### Canton de Perpignan-3
| Candidats      | Candidats               | Étiquette      | Premier tour | Premier tour | Second tour | Second tour |
| Candidats      | Candidats               | Étiquette      | Voix         | %            | Voix        | %           |
| -------------- | ----------------------- | -------------- | ------------ | ------------ | ----------- | ----------- |
|                | Jean Vila               | PCF            | 2 838        | 40,06        | 4 421       | 61,68       |
|                | Jean-Louis Aliet        | UMP            | 1 681        | 23,73        | 2 747       | 38,32       |
|                | Marie-Thérèse Fesenbeck | FN             | 1 093        | 15,43        |             |             |
|                | Michel Coronas          | PCF            | 761          | 10,74        |             |             |
|                | Henri Castaillet        | UDF            | 331          | 4,67         |             |             |
|                | Caroline Poupard        | EXG            | 202          | 2,85         |             |             |
|                | Bernard Cristofol       | REG            | 114          | 1,61         |             |             |
|                | Alexandre Pano          | REG            | 65           | 0,92         |             |             |
|                |                         |                |              |              |             |             |
| Inscrits       | Inscrits                | Inscrits       | 11 687       | 100,00       | 11 687      | 100,00      |
| Abstention     | Abstention              | Abstention     | 4 340        | 37,14        | 4 046       | 34,62       |
| Votants        | Votants                 | Votants        | 7 347        | 62,86        | 7 641       | 65,38       |
| Blancs et nuls | Blancs et nuls          | Blancs et nuls | 262          | 3,57         | 473         | 6,19        |
| Exprimés       | Exprimés                | Exprimés       | 7 085        | 96,43        | 7 168       | 93,81       |

### Canton de Perpignan-7
| Candidats      | Candidats          | Étiquette      | Premier tour | Premier tour | Second tour | Second tour |
| Candidats      | Candidats          | Étiquette      | Voix         | %            | Voix        | %           |
| -------------- | ------------------ | -------------- | ------------ | ------------ | ----------- | ----------- |
|                | Jean Sol           | UMP            | 2 634        | 32,27        | 4 000       | 45,02       |
|                | Claude Cansouline* | PS             | 2 355        | 28,85        | 3 521       | 39,63       |
|                | Joseph Sampe       | FN             | 1 566        | 19,19        | 1 363       | 15,34       |
|                | Bernard Constans   | UDF            | 619          | 7,58         |             |             |
|                | Pierre Casadevall  | Verts          | 382          | 4,68         |             |             |
|                | Yvan Ramel         | PCF            | 278          | 3,41         |             |             |
|                | Esther Silan       | EXG            | 166          | 2,03         |             |             |
|                | David Sendra       | REG            | 162          | 1,98         |             |             |
|                |                    |                |              |              |             |             |
| Inscrits       | Inscrits           | Inscrits       | 13 222       | 100,00       | 13 224      | 100,00      |
| Abstention     | Abstention         | Abstention     | 4 788        | 36,21        | 4 076       | 30,82       |
| Votants        | Votants            | Votants        | 8 434        | 63,79        | 9 148       | 69,18       |
| Blancs et nuls | Blancs et nuls     | Blancs et nuls | 272          | 3,23         | 264         | 2,89        |
| Exprimés       | Exprimés           | Exprimés       | 8 162        | 96,77        | 8 884       | 97,11       |

*sortant

### Canton de Perpignan-9
| Candidats      | Candidats           | Étiquette      | Premier tour | Premier tour | Second tour | Second tour |
| Candidats      | Candidats           | Étiquette      | Voix         | %            | Voix        | %           |
| -------------- | ------------------- | -------------- | ------------ | ------------ | ----------- | ----------- |
|                | Serge Fa            | UMP            | 1 102        | 25,38        | 2 518       | 66,05       |
|                | Maryse Besse        | FN             | 891          | 20,52        | 1 294       | 33,95       |
|                | Jean-Louis Esposito | PS             | 761          | 17,53        |             |             |
|                | Nicole Gaspon*      | PCF            | 720          | 16,58        |             |             |
|                | Annabelle Brunet    | UDF            | 532          | 12,25        |             |             |
|                | Dominique Janin     | Verts          | 158          | 3,64         |             |             |
|                | Guillem Vaulato     | EXG            | 105          | 2,42         |             |             |
|                | Sylvie Rieussec     | REG            | 73           | 1,68         |             |             |
|                |                     |                |              |              |             |             |
| Inscrits       | Inscrits            | Inscrits       | 7 907        | 100,00       | 7 907       | 100,00      |
| Abstention     | Abstention          | Abstention     | 3 438        | 43,48        | 3 280       | 41,48       |
| Votants        | Votants             | Votants        | 4 469        | 56,52        | 4 627       | 58,52       |
| Blancs et nuls | Blancs et nuls      | Blancs et nuls | 127          | 2,84         | 815         | 17,61       |
| Exprimés       | Exprimés            | Exprimés       | 4 342        | 97,16        | 3 812       | 82,39       |

*sortant

### Canton de Prades
| Candidats      | Candidats           | Étiquette      | Premier tour | Premier tour | Second tour | Second tour |
| Candidats      | Candidats           | Étiquette      | Voix         | %            | Voix        | %           |
| -------------- | ------------------- | -------------- | ------------ | ------------ | ----------- | ----------- |
|                | Guy Cassoly*        | PCF            | 1 846        | 28,38        | 4 109       | 63,82       |
|                | Jean-François Denis | PRG            | 1 664        | 25,58        | Retrait     | Retrait     |
|                | Jean-Paul Frances   | UMP            | 1 151        | 17,70        | 2 329       | 36,18       |
|                | Raymond Saunier     | FN             | 584          | 8,98         |             |             |
|                | Paul Estienne       | DVD            | 471          | 7,24         |             |             |
|                | François Ferrand    | Verts          | 341          | 5,24         |             |             |
|                | Philippe Gehin      | DVD            | 170          | 2,61         |             |             |
|                | Michèle Beaunieux   | EXG            | 157          | 2,41         |             |             |
|                | Jérôme Perez        | REG            | 120          | 1,85         |             |             |
|                |                     |                |              |              |             |             |
| Inscrits       | Inscrits            | Inscrits       | 9 867        | 100,00       | 9 866       | 100,00      |
| Abstention     | Abstention          | Abstention     | 3 098        | 31,40        | 2 898       | 29,37       |
| Votants        | Votants             | Votants        | 6 769        | 68,60        | 6 968       | 70,63       |
| Blancs et nuls | Blancs et nuls      | Blancs et nuls | 265          | 3,91         | 530         | 7,61        |
| Exprimés       | Exprimés            | Exprimés       | 6 504        | 96,09        | 6 438       | 92,39       |

*sortant

### Canton de Prats-de-Mollo-la-Preste
| Candidats      | Candidats          | Étiquette      | Premier tour | Premier tour | Second tour | Second tour |
| Candidats      | Candidats          | Étiquette      | Voix         | %            | Voix        | %           |
| -------------- | ------------------ | -------------- | ------------ | ------------ | ----------- | ----------- |
|                | Bernard Remedi*    | DVD            | 677          | 38,58        | 770         | 41,49       |
|                | Jacques Roitg      | SE             | 362          | 20,63        | 357         | 19,23       |
|                | Salvador Rodriguez | PS             | 358          | 20,40        | 729         | 39,28       |
|                | Colette Tigneres   | PCF            | 262          | 14,93        |             |             |
|                | Denis Isern        | FN             | 53           | 3,02         |             |             |
|                | Jean Sors          | REG            | 30           | 1,71         |             |             |
|                | Joseph Caritg      | EXG            | 13           | 0,74         |             |             |
|                |                    |                |              |              |             |             |
| Inscrits       | Inscrits           | Inscrits       | 2 289        | 100,00       | 2 289       | 100,00      |
| Abstention     | Abstention         | Abstention     | 488          | 21,32        | 381         | 16,64       |
| Votants        | Votants            | Votants        | 1 801        | 78,68        | 1 908       | 83,36       |
| Blancs et nuls | Blancs et nuls     | Blancs et nuls | 46           | 2,55         | 52          | 2,73        |
| Exprimés       | Exprimés           | Exprimés       | 1 755        | 97,45        | 1 856       | 97,27       |

*sortant

### Canton de Rivesaltes
| Candidats      | Candidats           | Étiquette      | Premier tour | Premier tour | Second tour | Second tour |
| Candidats      | Candidats           | Étiquette      | Voix         | %            | Voix        | %           |
| -------------- | ------------------- | -------------- | ------------ | ------------ | ----------- | ----------- |
|                | André Bascou        | UMP            | 4 015        | 37,00        | 5 290       | 46,12       |
|                | Jean-Jacques Lopez* | PS             | 3 979        | 36,67        | 6 180       | 53,88       |
|                | Monique Lenglet     | FN             | 1 389        | 12,80        |             |             |
|                | Barbara Domenech    | PCF            | 824          | 7,59         |             |             |
|                | Bertrand Raiff      | EXG            | 293          | 2,70         |             |             |
|                | Charles Paulin      | REG            | 217          | 2,00         |             |             |
|                | Daniel Drouillard   | EXG            | 135          | 1,24         |             |             |
|                |                     |                |              |              |             |             |
| Inscrits       | Inscrits            | Inscrits       | 16 090       | 100,00       | 16 091      | 100,00      |
| Abstention     | Abstention          | Abstention     | 4 806        | 29,87        | 4 028       | 25,03       |
| Votants        | Votants             | Votants        | 11 284       | 70,13        | 12 063      | 74,97       |
| Blancs et nuls | Blancs et nuls      | Blancs et nuls | 432          | 3,83         | 593         | 4,92        |
| Exprimés       | Exprimés            | Exprimés       | 10 852       | 96,17        | 11 470      | 95,08       |

*sortant

### Canton de Saint-Laurent-de-la-Salanque
| Candidats      | Candidats           | Étiquette      | Premier tour | Premier tour | Second tour | Second tour |
| Candidats      | Candidats           | Étiquette      | Voix         | %            | Voix        | %           |
| -------------- | ------------------- | -------------- | ------------ | ------------ | ----------- | ----------- |
|                | Fernand Siré        | DVD            | 3 347        | 31,26        | 4 580       | 41,50       |
|                | Joëlle Ferrand      | UMP            | 1 729        | 16,15        | 2 056       | 18,63       |
|                | Jean-Louis Jimenez  | PS             | 1 681        | 15,70        | 2 898       | 26,26       |
|                | Pierre Aloy         | FN             | 1 676        | 15,65        | 1 501       | 13,60       |
|                | Pierre Oms          | UDF            | 1 040        | 9,71         |             |             |
|                | Jean Vilert         | PCF            | 480          | 4,48         |             |             |
|                | Gérard Geiger       | Verts          | 375          | 3,50         |             |             |
|                | Liberto Plana       | EXG            | 155          | 1,45         |             |             |
|                | Daniel Canellas     | REG            | 94           | 0,88         |             |             |
|                | Bernard Connes      | REG            | 67           | 0,63         |             |             |
|                | Catherine Soubielle | EXG            | 62           | 0,58         |             |             |
|                |                     |                |              |              |             |             |
| Inscrits       | Inscrits            | Inscrits       | 15 191       | 100,00       | 15 189      | 100,00      |
| Abstention     | Abstention          | Abstention     | 4 145        | 27,29        | 3 867       | 25,46       |
| Votants        | Votants             | Votants        | 11 046       | 72,71        | 11 322      | 74,54       |
| Blancs et nuls | Blancs et nuls      | Blancs et nuls | 340          | 3,08         | 287         | 2,53        |
| Exprimés       | Exprimés            | Exprimés       | 10 706       | 96,92        | 11 035      | 97,47       |

### Canton de Saint-Paul-de-Fenouillet
| Candidats      | Candidats       | Étiquette      | Premier tour | Premier tour |
| Candidats      | Candidats       | Étiquette      | Voix         | %            |
| -------------- | --------------- | -------------- | ------------ | ------------ |
|                | Pierre Estève*  | DVG            | 1 238        | 51,73        |
|                | Alain Esclope   | CPNT           | 750          | 31,34        |
|                | Augustin Albert | FN             | 223          | 9,32         |
|                | Bernard Maurin  | PCF            | 182          | 7,61         |
|                |                 |                |              |              |
| Inscrits       | Inscrits        | Inscrits       | 3 268        | 100,00       |
| Abstention     | Abstention      | Abstention     | 741          | 22,67        |
| Votants        | Votants         | Votants        | 2 527        | 77,33        |
| Blancs et nuls | Blancs et nuls  | Blancs et nuls | 134          | 5,30         |
| Exprimés       | Exprimés        | Exprimés       | 2 393        | 94,70        |

*sortant

### Canton de Sournia
| Candidats      | Candidats             | Étiquette      | Premier tour | Premier tour | Second tour | Second tour |
| Candidats      | Candidats             | Étiquette      | Voix         | %            | Voix        | %           |
| -------------- | --------------------- | -------------- | ------------ | ------------ | ----------- | ----------- |
|                | Jérôme Ripoull        | UMP            | 341          | 40,40        | 435         | 49,60       |
|                | Alain Boyer           | PS             | 288          | 34,12        | 442         | 50,40       |
|                | Gilles Delofeu        | DVG            | 169          | 20,02        | Retrait     | Retrait     |
|                | Arielle Roquere-Sarda | PCF            | 22           | 2,61         |             |             |
|                | Nicole Saris          | FN             | 20           | 2,37         |             |             |
|                | Isabelle Duran        | REG            | 4            | 0,47         |             |             |
|                |                       |                |              |              |             |             |
| Inscrits       | Inscrits              | Inscrits       | 1 065        | 100,00       | 1 065       | 100,00      |
| Abstention     | Abstention            | Abstention     | 199          | 18,69        | 150         | 14,08       |
| Votants        | Votants               | Votants        | 866          | 81,31        | 915         | 85,92       |
| Blancs et nuls | Blancs et nuls        | Blancs et nuls | 22           | 2,54         | 38          | 4,15        |
| Exprimés       | Exprimés              | Exprimés       | 844          | 97,46        | 877         | 95,85       |

### Canton de Thuir
| Candidats      | Candidats            | Étiquette      | Premier tour | Premier tour | Second tour | Second tour |
| Candidats      | Candidats            | Étiquette      | Voix         | %            | Voix        | %           |
| -------------- | -------------------- | -------------- | ------------ | ------------ | ----------- | ----------- |
|                | René Olive*          | PS             | 3 682        | 37,65        | 5 820       | 58,42       |
|                | Roger Rigall         | DVD            | 1 995        | 20,40        | 4 143       | 41,58       |
|                | Louis Puig           | UMP            | 1 411        | 14,43        |             |             |
|                | Muriel Sampe         | FN             | 1 119        | 11,44        |             |             |
|                | Jean-Pierre Castillo | PCF            | 653          | 6,68         |             |             |
|                | Franck Huette        | Verts          | 339          | 3,47         |             |             |
|                | Virginie Barre       | REG            | 262          | 2,68         |             |             |
|                | Bernard Cholet       | EXG            | 178          | 1,82         |             |             |
|                | Christian Reig       | REG            | 141          | 1,44         |             |             |
|                |                      |                |              |              |             |             |
| Inscrits       | Inscrits             | Inscrits       | 14 091       | 100,00       | 14 090      | 100,00      |
| Abstention     | Abstention           | Abstention     | 3 964        | 28,13        | 3 550       | 25,20       |
| Votants        | Votants              | Votants        | 10 127       | 71,87        | 10 540      | 74,80       |
| Blancs et nuls | Blancs et nuls       | Blancs et nuls | 347          | 3,43         | 577         | 5,47        |
| Exprimés       | Exprimés             | Exprimés       | 9 780        | 96,57        | 9 963       | 94,53       |

*sortant